# Ross Thomas
Nota: Este artigo é sobre o ator Ross Thomas, para o autor, veja Ross Thomas (autor).
Ross Schuler Thomas (Stockton, 21 de agosto de 1981) é um ator, cineasta, filantropo e aventureiro.

## Início da vida
Ross Thomas nasceu em Stockton, Califórnia e cresceu em Stockton e Woodbridge, Califórnia.[carece de fontes?] Sua mãe, Catherine Schuler é uma autora e professora de ciência da computação, e seu pai, Randy Thomas, é um advogado, poeta e aventureiro. Ele tem três irmãs e um irmão. Frequentou a St. Mary High School e posteriormente frequentou a Arizona State University e a The University of Southern California. Ele jogou na ala esquerda no time de rugby da Arizona State University. Ele estudou antropologia, radiodifusão e teatro. Ele se formou na The University of Southern California, no inverno de 2004.

## Carreira
Em 2005, Thomas interpretou o papel-título What's Bugging Seth como um homem surdo determinado a encontrar o amor e a carreira de sucesso apesar da sua deficiência. O filme ganhou prêmios no DancesWithFilms Festival, Santa Cruz Film Festival e o Empire Film Festival.
Outros créditos do filme incluem papéis em filmes como Um Casal quase Perfeito 2, American Pie Presents: The Naked Mile, na comédia dos irmãos Wayans, Dance Flick, no qual ele era o personagem falsificado do Channing Tatum Step Up, Burning Palms,[carece de fontes?] e o filme indie Shelter, que passou a ganhar o prêmio GLAAD Outstanding Film Award em 2009.
Na tela pequena, Thomas participou de série regular da Nickelodeon Beyond the Break. Thomas interpretou 'Bailey', um surfista estelar que tinha uma reputação de ser um playboy. O filme foi ao ar a partir de 2006-2009. Ele também teve um papel recorrente em General Hospital como 'Brandon', um criminoso endurecido libertado da prisão. Thomas também em NCIS, Lie to Me CSI, CSI: NY, Cold Case,[carece de fontes?] e Living with Fran.
Mais recentemente, Thomas atuou no filme Soul Surfer, baseado na história verídica da sobrevivente de um ataque de tubarão Bethany Hamilton. Ele também faz comerciais para televisão da Cadillac ATS.

## Vida pessoal
Thomas é um entusiasta de esportes radicais e um ávido viajante aventureiro. Ele apresentou recentemente Huayna Potosi na Bolívia a 19.974 metros de altura. Ele surfa de snowboard e realizou muitas das suas próprias acrobacias para seu papel como um profissional de esportes radicais, virou figura skater no filme do canal ABC Family The Cutting Edge: Going for the Gold.[carece de fontes?]
Ross é um defensor dos direitos dos povos tribais. Ele fez um curto documentário sobre a situação da tribo Harakmbut na região de Madre De Dios, do Peru e visitou o Brasil para apoiar as tribos contra a represa de Belo Monte. Ross tem trabalhado com as organizações de direitos indígenas Survival International e Amazon Watch. Em 2010, Ross passou meses no sul da Amazônia peruana atirando e produzindo o documentário Extraction: The Plundering of the Amarakaeri Reserve. Ele também passou o tempo com a tribo Secoya ao longo da Shushufindi e Rio Aguarico na Amazônia Equatoriana. Ele está interessado em antropologia, etnobotânica e medicina alternativa.[carece de fontes?]

## Filmografia
| Ano  | Título                                | Papel                                                          | Notas  |
| ---- | ------------------------------------- | -------------------------------------------------------------- | ------ |
| 2011 | Pop Star                              | Eddie Marz                                                     | Filmei |
| 2011 | Soul Surfer                           | Noah Hamilton                                                  | Filmei |
| 2011 | NCIS                                  | Guarda costeira de terceira classe de Suboficial Kyle Sterling | TV     |
| 2011 | General Hospital                      | Brandon Lowell                                                 | TV     |
| 2010 | Burning Palms                         | Lukas                                                          | Filme  |
| 2009 | Dance Flick                           | Tyler                                                          | Filme  |
| 2009 | Lie to Me                             | Doug Donovan                                                   | TV     |
| 2009 | The Haunting of Molly Hartley         | Jock                                                           | Filme  |
| 2007 | Shelter                               | Gabe                                                           | Filme  |
| 2006 | Lipshitz Saves the World              | Mark Sherman                                                   | TV     |
| 2006 | American Pie Presents: The Naked Mile | Ryan Grimm                                                     | Filme  |
| 2006 | Beyond The Break                      | Bailey Reese                                                   | TV     |
| 2006 | The Cutting Edge: Going for the Gold  | Alex Harrison                                                  | Filme  |
| 2005 | CSI: NY                               | Sam                                                            | TV     |
| 2005 | Sissy Frenchfry                       | Bodey McDodey                                                  | Filme  |
| 2005 | CSI: Crime Scene Investigation        | Trip Wilmont                                                   | TV     |
| 2005 | Living with Fran                      | Kurt                                                           | TV     |
| 2005 | Cold Case                             | Pete                                                           | TV     |